# Kapap

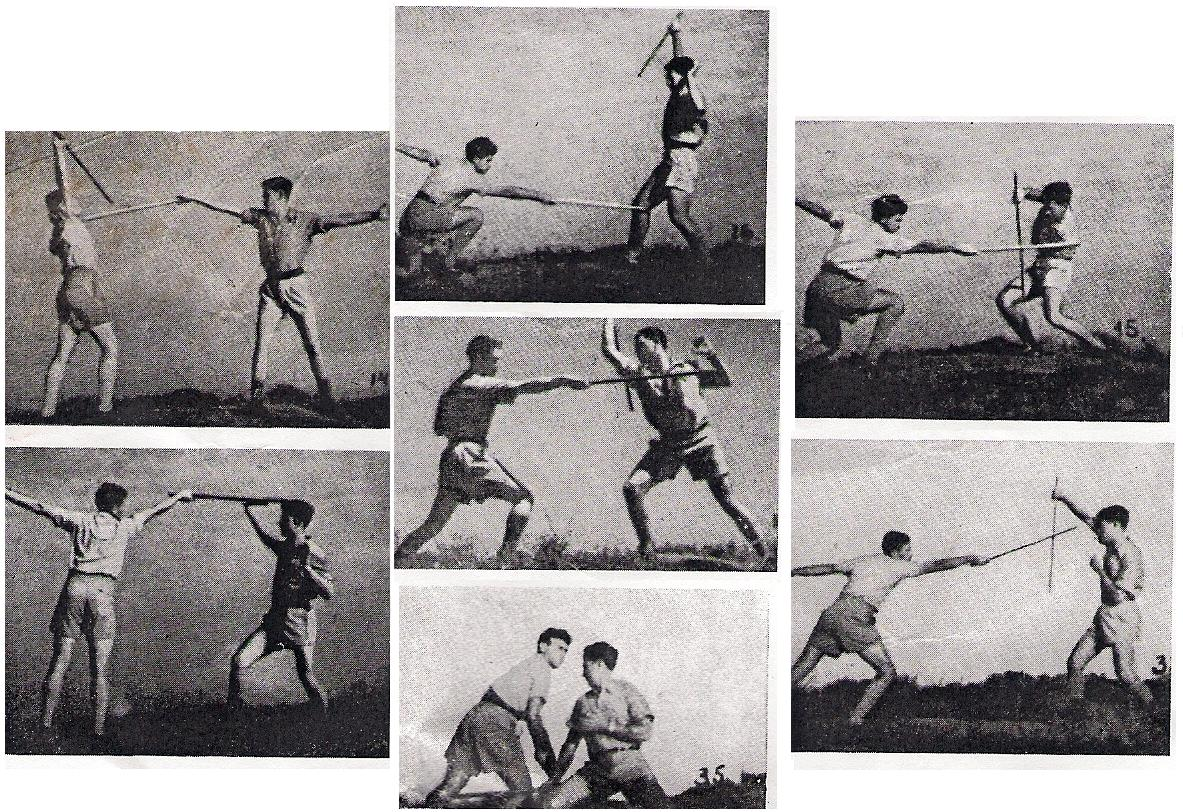
Soldati del Palmach che si allenano nel kapap con bastoni

Il Kapap (conosciuto anche come CQB-Close Quarter Battle) è un'arte marziale israeliana. Il nome è un acronimo in ebraico moderno che sta per Krav Panim el Panim קפא"פ, קפ"פ ("Panim" significa viso, faccia; inteso per combattimento "faccia a faccia").
Nell'IDF (Forze di Difesa Israeliane) le unità delle Forze Speciali hanno avuto il monopolio dell'arte marziale israeliana, e il kapap era conosciuto negli anni settanta come Lochama Zehira (micro lotta) o Lotar.
Il Kapap non era solo un sistema, ma una miscela di rigorosi condizionamenti fisici, addestramento con armi da fuoco ed esplosivi, addestramento alla sopravvivenza, pronto soccorso avanzato e difesa personale.
L'addestramento al combattimento a mani nude era una combinazione dei sistemi occidentali di combattimento come la boxe, la lotta greco-romana e l'addestramento militare britannico del coltello e del bastone. Il sistema includeva una varietà di tecniche militari di combattimento corpo a corpo con il nemico/aggressore disarmato o armato di pistole, fucili, mitra, coltelli e ogni altro genere di armi portatili.
Non esiste un vero e proprio fondatore di questa disciplina. Esistono diverse linee di insegnamento ovvero una modernizzazione della disciplina più orientata verso i civili, portata avanti da diversi maestri che hanno prestato servizio nell'ambito delle Forze Speciali Israeliane.